# Прогресс М-33
Прогресс М-33 — транспортный грузовой космический корабль (ТГК) серии «Прогресс», запущен к орбитальной станции «Мир» (ОС). Серийный номер 233. Неудавшаяся повторная стыковка ТГК с ОС Мир.

## Цель полёта
Доставка на ОС более 2400 килограммов различных грузов: топливо, питьевую воду, одежду, баки для системы удаления отходов жизнедеятельности, свежие помидоры, салат, лук, сыр и новогодние подарки, посылки для членов экипажа.

## Хроника полёта
- 19.11.1996, в 02:20:38:104 (MSK), (23:20:38 UTC) — запуск с космодрома Байконур;
- 22.11.1996, в 20:30:03 (MSK), (17:30:03 UTC) — осуществлена стыковка с ОС «Мир» к стыковочному узлу на агрегатном отсеке служебного модуля «Квант». Процесс сближения и стыковки проводился в автоматическом режиме;
- 06.02.1997, в 12:13:56 (MSK), (09:13:56 UTC) — осуществлена расстыковка от ОС «Мир». Расстыковка осуществлена в связи с запланированным прибытием на комплекс космического корабля «Союз ТМ-25»;
- 04.03.1997 — попытка второй стыковки. Из-за нештатной работы бортовых систем ТГК не удалось осуществить повторную стыковку с ОС «Мир»;
- 12.03.1997, в 06:23:37 (MSK), (03:23:37 UTC) — окончание существования ТГК.

## Перечень грузов
Суммарная масса всех доставляемых грузов: 2462 кг